# Wettinshöhe

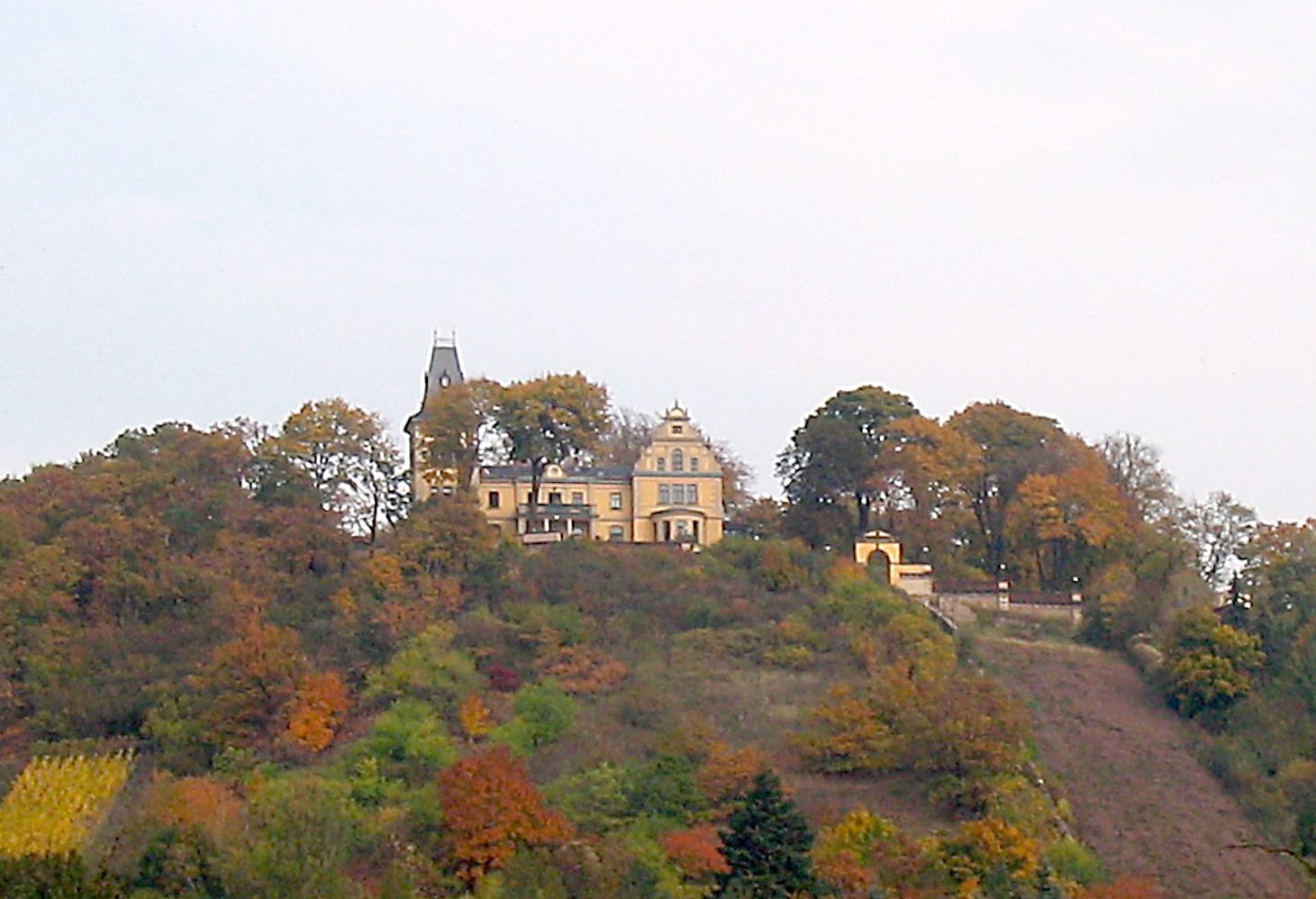
Wettinshöhe mit Haus Wettinhöhe. Zum Umfriedungstor führt eine steile Weinbergstreppe hoch.

Die Wettinshöhe, im 19. Jahrhundert Wettins Höhe, später auch Wettinhöhe, ist einer der Steillagen-Weinberge der Lage Radebeuler Johannisberg. Sie liegt im Stadtteil Zitzschewig des sächsischen Radebeul, im Auerweg 2/2a (ehemals Barkengasse 8). Auf der Bergkuppe liegt das denkmalgeschützte Haus Wettinhöhe (gegen Ende des 19. Jahrhunderts als Schloss Wettinhöhe bezeichnet), ein ehemaliges Berggasthaus, das im 19. Jahrhundert zur repräsentativen Villa umgebaut wurde. Der direkt um das Haus herum liegende Garten des insgesamt 24 Hektar großen Anwesens gilt als Werk der Landschafts- und Gartengestaltung, das im Denkmalschutzgebiet Historische Weinberglandschaft Radebeul liegt.

## Beschreibung
Das unter Denkmalschutz stehende Anwesen ist der „Landsitz mit Villengebäude (Nr. 2, im Kern Winzerhaus), Remise, Pforte, Einfriedung, Toranlage, Allee sowie kleinem Wohnhaus (sogenanntes Gärtnerhaus, Nr. 2a) an der Wegekreuzung und Resten eines Parks“. Der Weinberg hat eine Fläche von 1528 Quadratmetern.

### Villa
Der zweigeschossige Mittelbau der Villa, deren Baustil als „freie Auffassung deutscher Renaissance“ beschrieben wird, steht traufständig zur Hangkante nach Süden ausgerichtet. Er ist das ehemalige Winzerhaus, später Berggaststätte. In der linken Hauptansicht vom Tal aus steht an der Südwestseite des Mittelbaus ein dreigeschossiger, rechteckiger Turm mit einem steilen Helm, die Südfassade des Turms leicht nach Süden vortretend. Auf der rechten Seite des Mittelbaus steht ein zweigeschossiger Querflügel mit Souterrain sowie Veranda- und Terrassenvorbauten, der ebenfalls leicht vor die Fassade des Mittelbaus hervortritt.
In der Talansicht des Mittelbaus steht Mittelrisalit, davor ein säulen- und pfeilergestützter Altan mit einer Freitreppe zu einer davorliegenden Terrasse. Der Giebel des Querflügels zeigt in dieser Ansicht einen halbrunden Standerker sowie einen verzierten Volutengiebel mit Fenstern.
Auf der schlichteren Rückseite des verputzten Gebäudes, dessen Fenster durch Sandsteingewände eingefasst werden, befindet sich vor dem Mittelbau der Haupteingang mit einer nachträglich angefügten Holzveranda mit einer Freitreppe.
In der Villa befinden sich im Jahr 2020 sechs Wohneinheiten mit einer Gesamtfläche von 845 Quadratmetern.

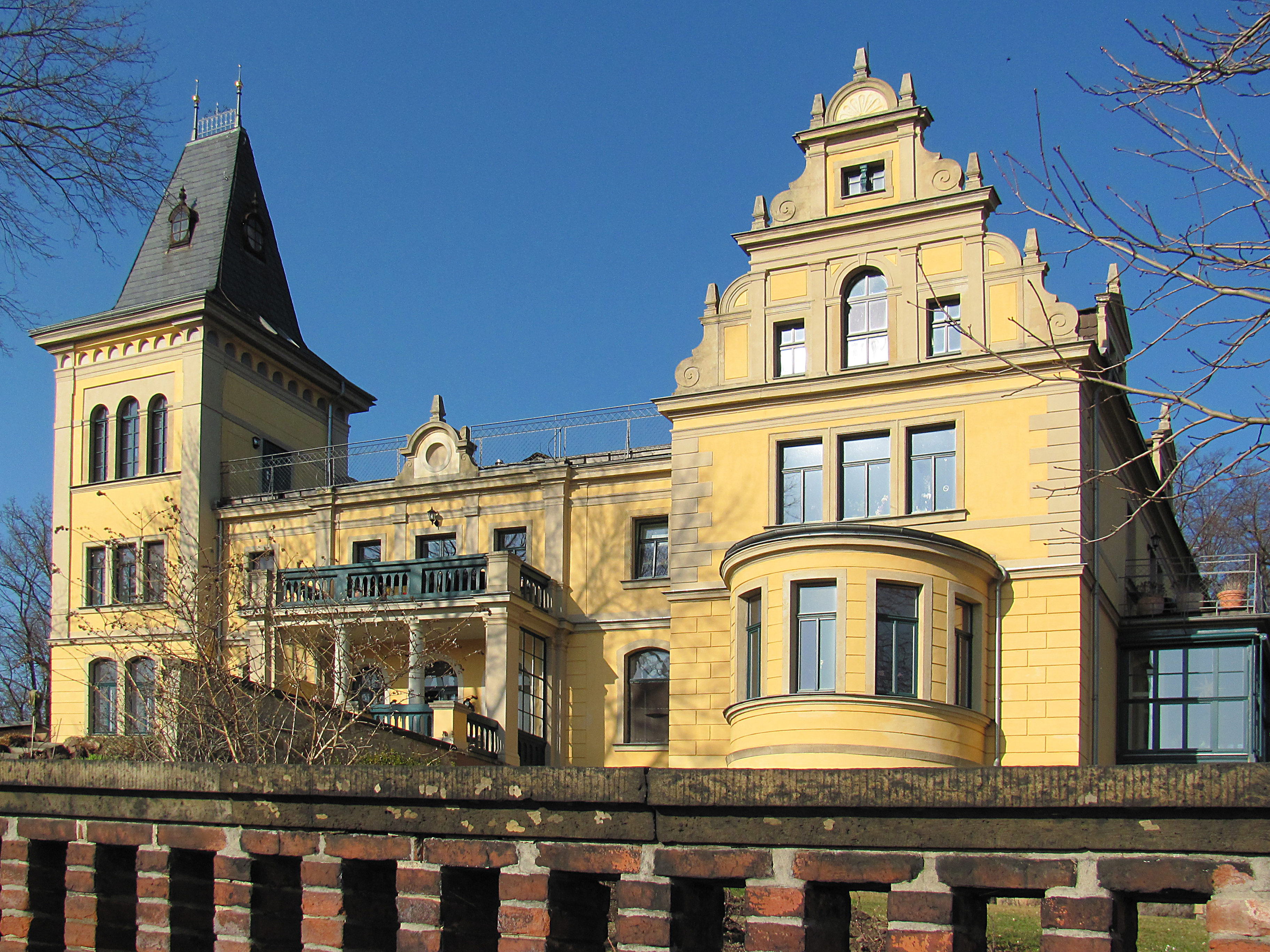
Haus Wettinhöhe
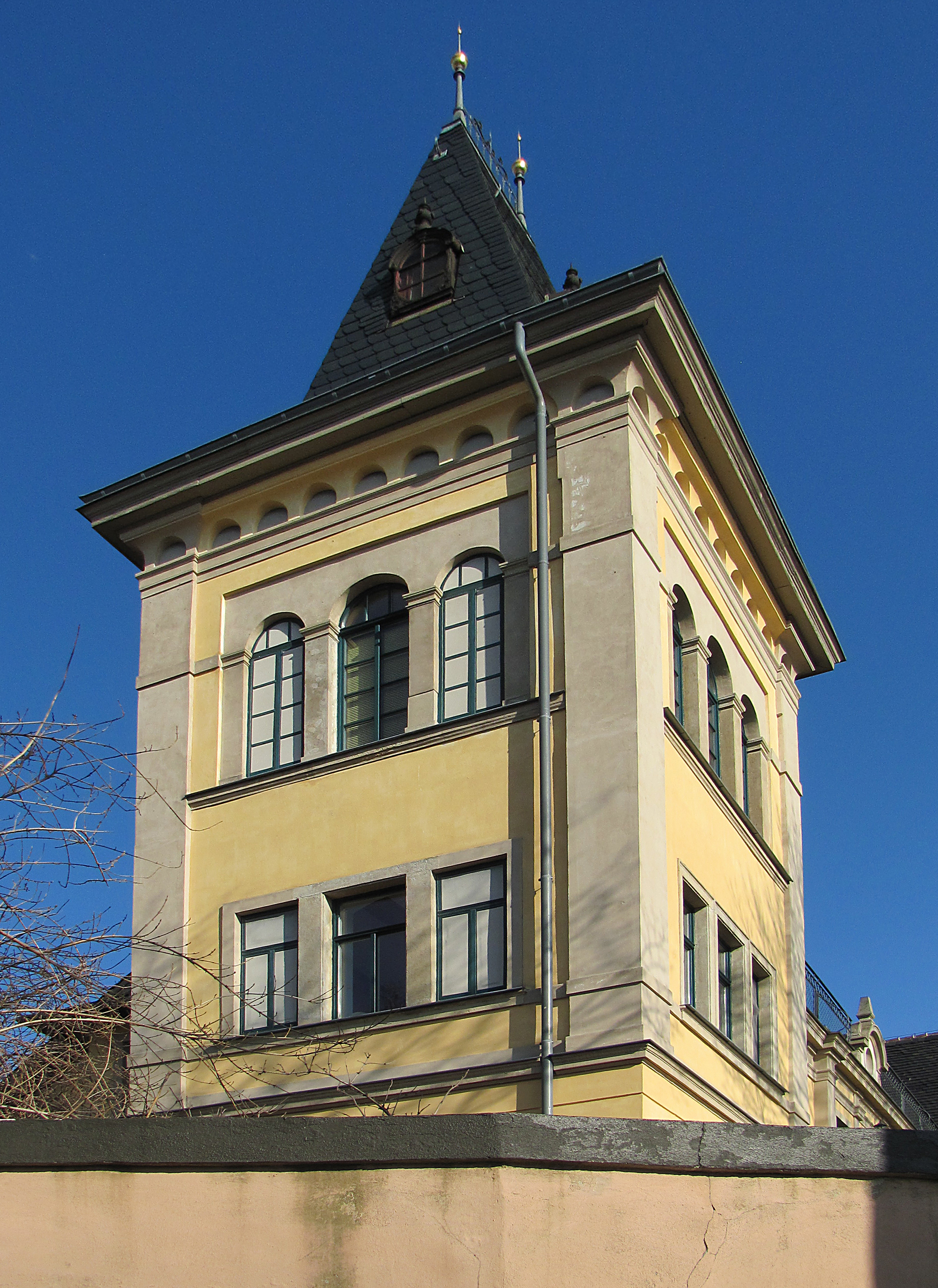
Haus Wettinhöhe: Eckturm auf der Südwestseite
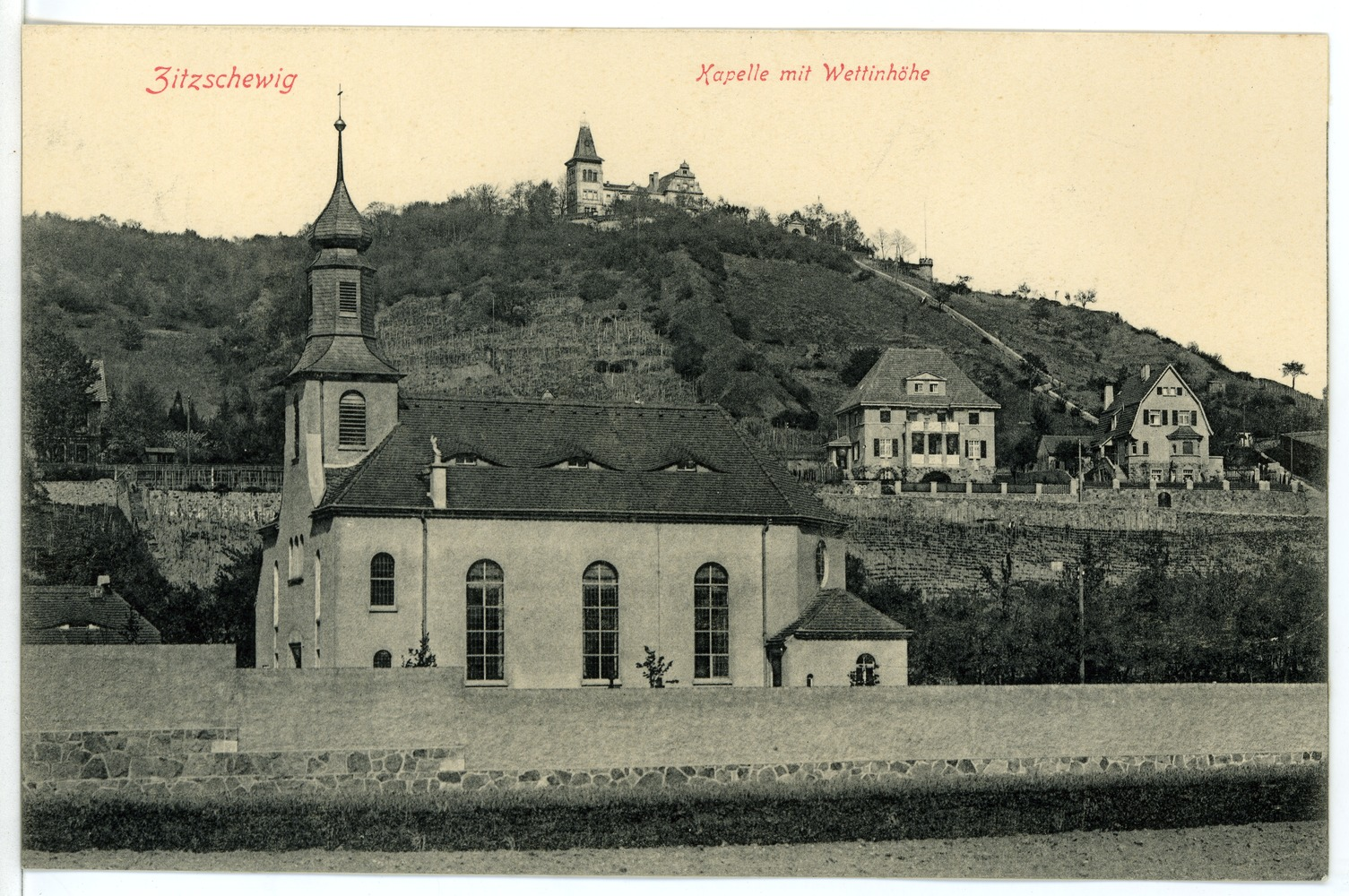
Wettinhöhe oberhalb der Johanneskapelle, 1913
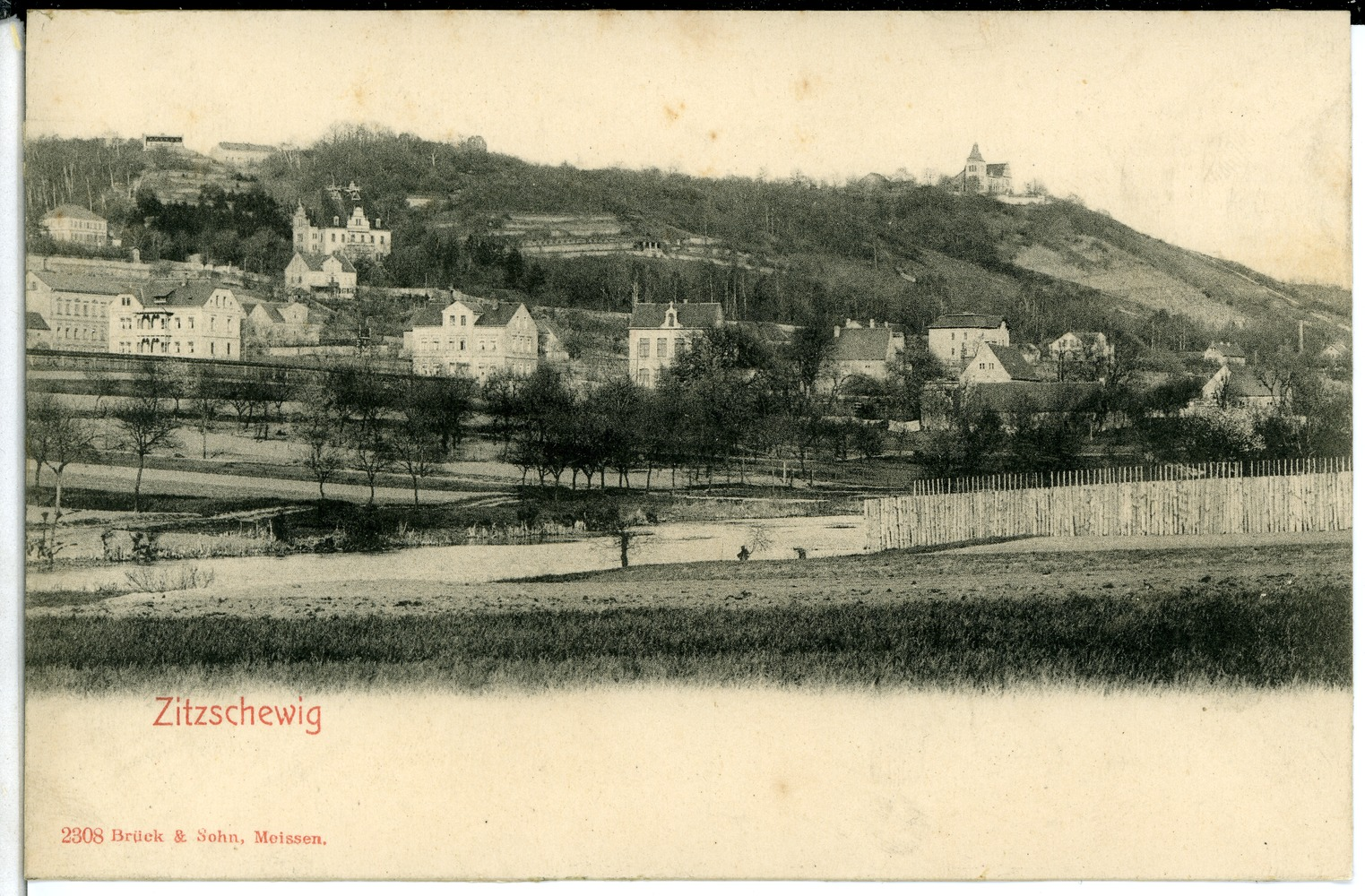
Wettinhöhe mit Hohenhaus und Zechstein, 1902

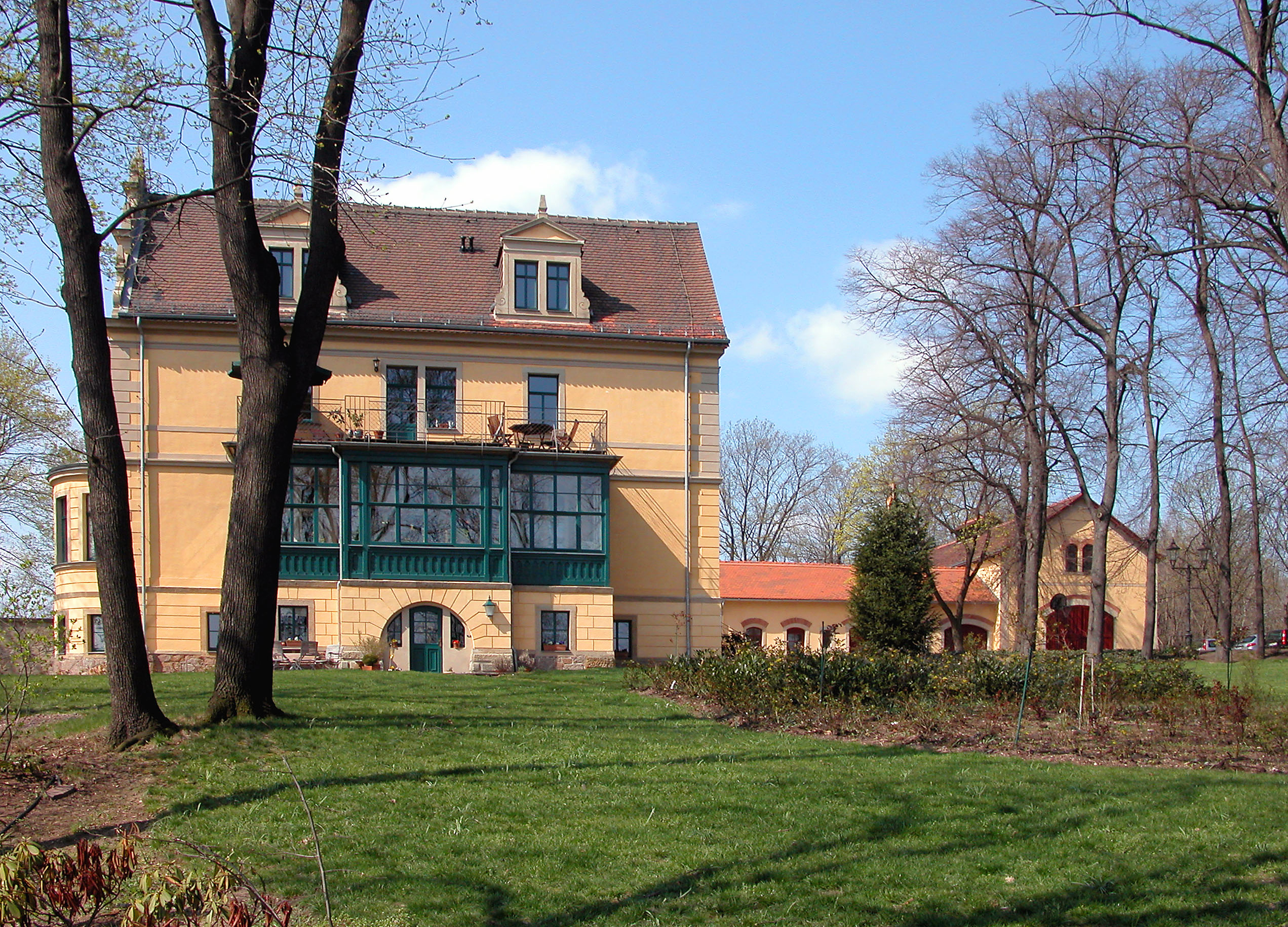
Remisengebäude (rechts), nach links anschließend das Schuppengebäude

### Remisengebäude
Seitlich der Villa steht das Remisengebäude, ein hoher Bau mit einem ziegelgedeckten Satteldach sowie einem Entlüftungsaufsatz. Der Putzbau ist sparsam gegliedert. Er hat eine große, stichbogige Einfahrt, über der sich ein gekoppeltes Rundbogenfenster befindet.

### Gärtnerhaus
Das am Zufahrtsweg zur Villa liegende Gärtnerhaus (Nr. 2a) ist ein eingeschossiges Gebäude mit einem ziegelgedeckten Satteldach, das auf der Gebäuderückseite über einem später angefügten Wirtschaftsanbau abgeschleppt ist. Der Putzbau zeigt in der Hauptansicht einen zweigeschossigen Mittelrisalit, im Giebel mit einem gekoppelten Rundbogenfenster.

### Einfriedung, Toranlage und Himmelsleiter
An der Hangkante zum Tal hin steht in der Einfriedung ein Rundbogenportal mit einem Flachgiebel mit seitlichen Voluten und Obeliskenaufsatz, datiert auf das Jahr 1880.
Die vom Knollenweg im Tal aufsteigende, ebenfalls denkmalgeschützte Himmelsleiter, eröffnet 1867, führt direkt auf das Portal zu. Sie überbrückt dabei 54 Höhenmeter auf einer Strecke von 160 Metern über Grund, hat also 33 % Steigung. Die sich in sehr schlechtem Zustand befindliche, öffentlich gewidmete Treppe war Teil des Privatgrundstücks der Wettinshöhe; nach dem Verkauf der Villa im August 2020 wurde sie herausgelöst und konnte durch die Stadt erworben werden. Die grundhafte Sanierung der 242 Stufen wird jedoch erst nach 2021 erfolgen können.

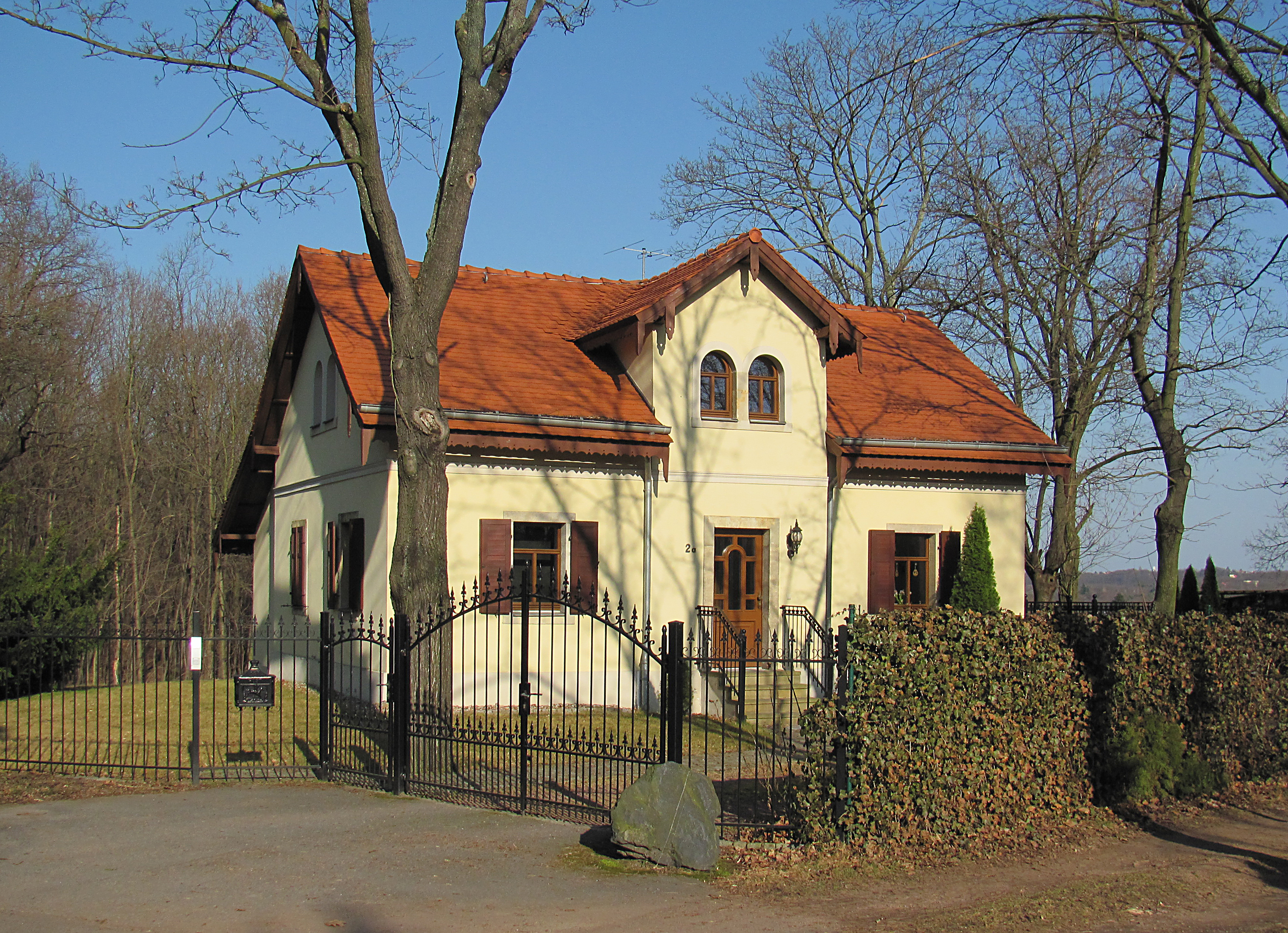
Ehemaliges Gärtnerhaus
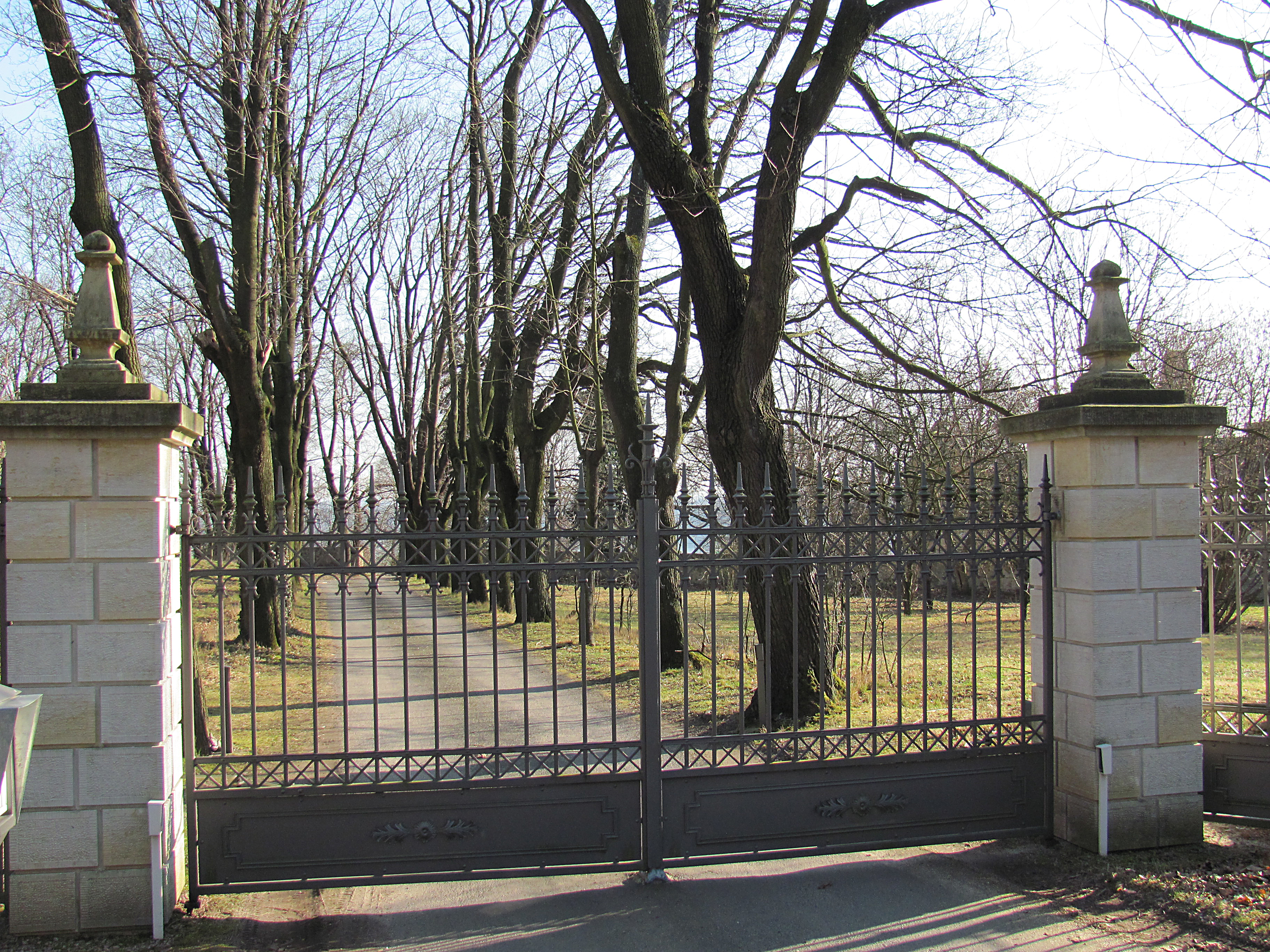
Zum Werk der Landschafts- und Gartengestaltung gehört auch eine Baumallee als Zufahrt
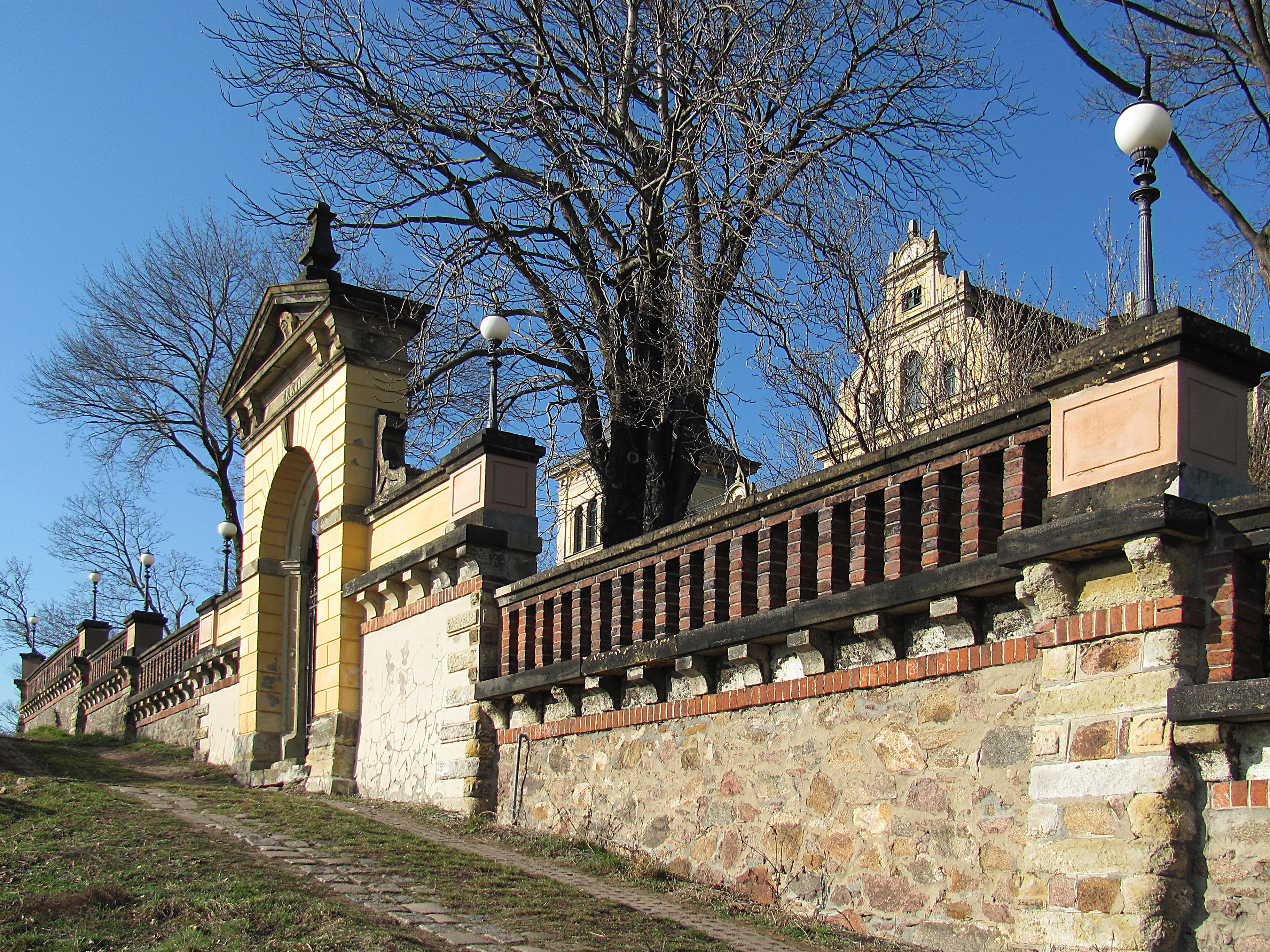
Einfriedung zur Hangkante, mit Tor, Blick zur Südwestecke
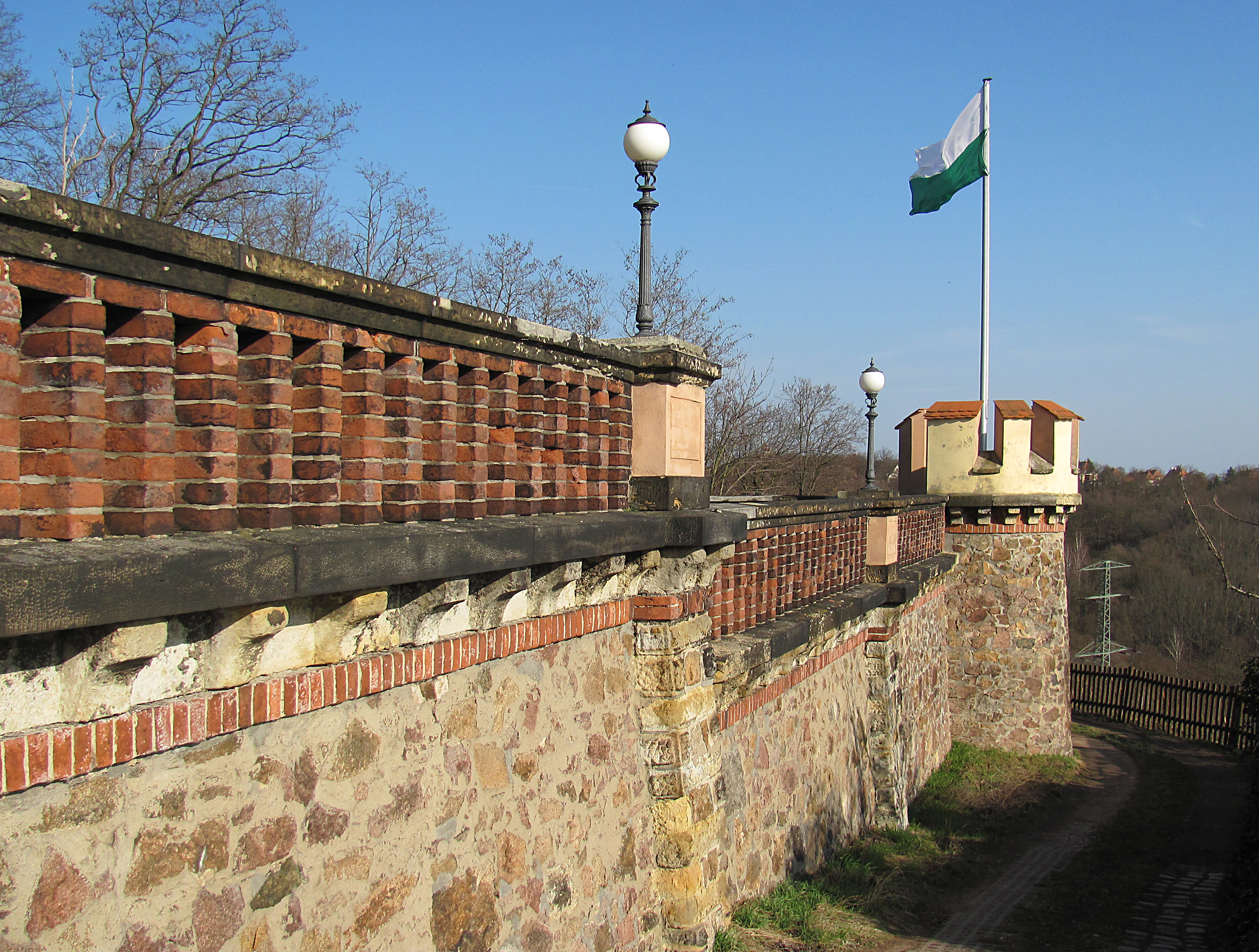
Einfriedung zur Hangkante, mit Ecktürmchen im Südosten
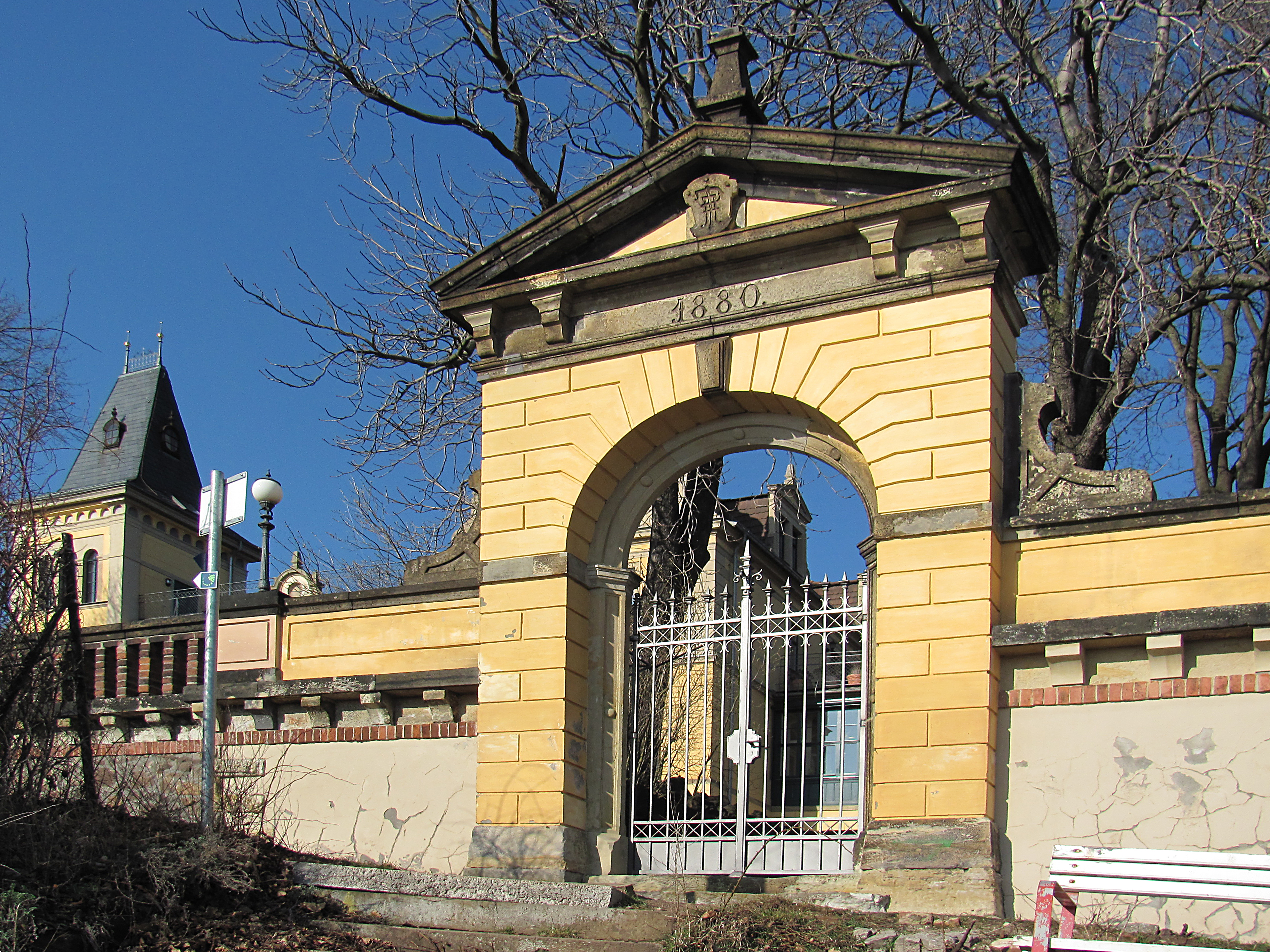
Einfriedung zur Hangkante, das Tor mit Wappen
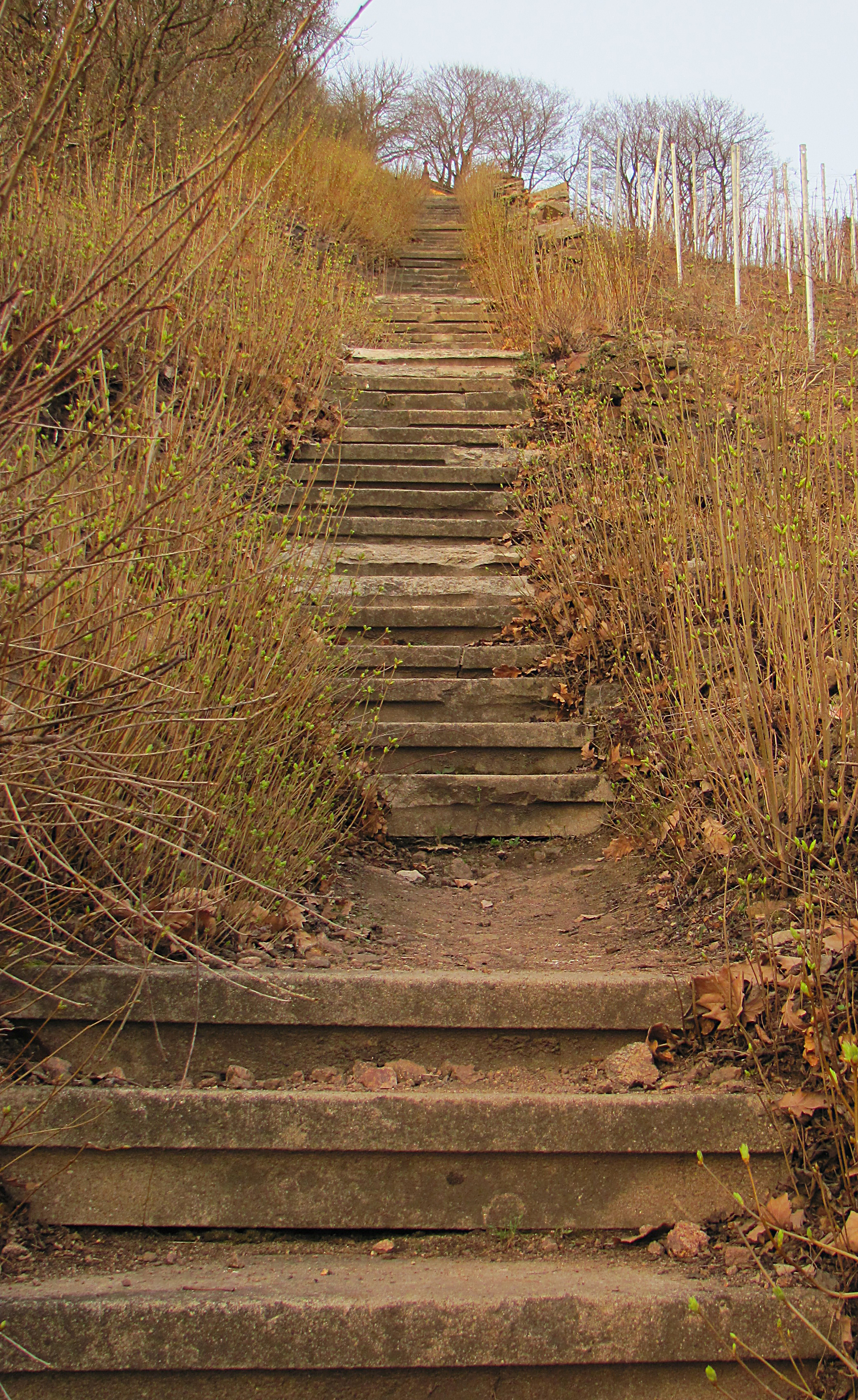
Weinbergstreppe (Himmelsleiter), das Oberteil des Tors im Hintergrund

## Geschichte

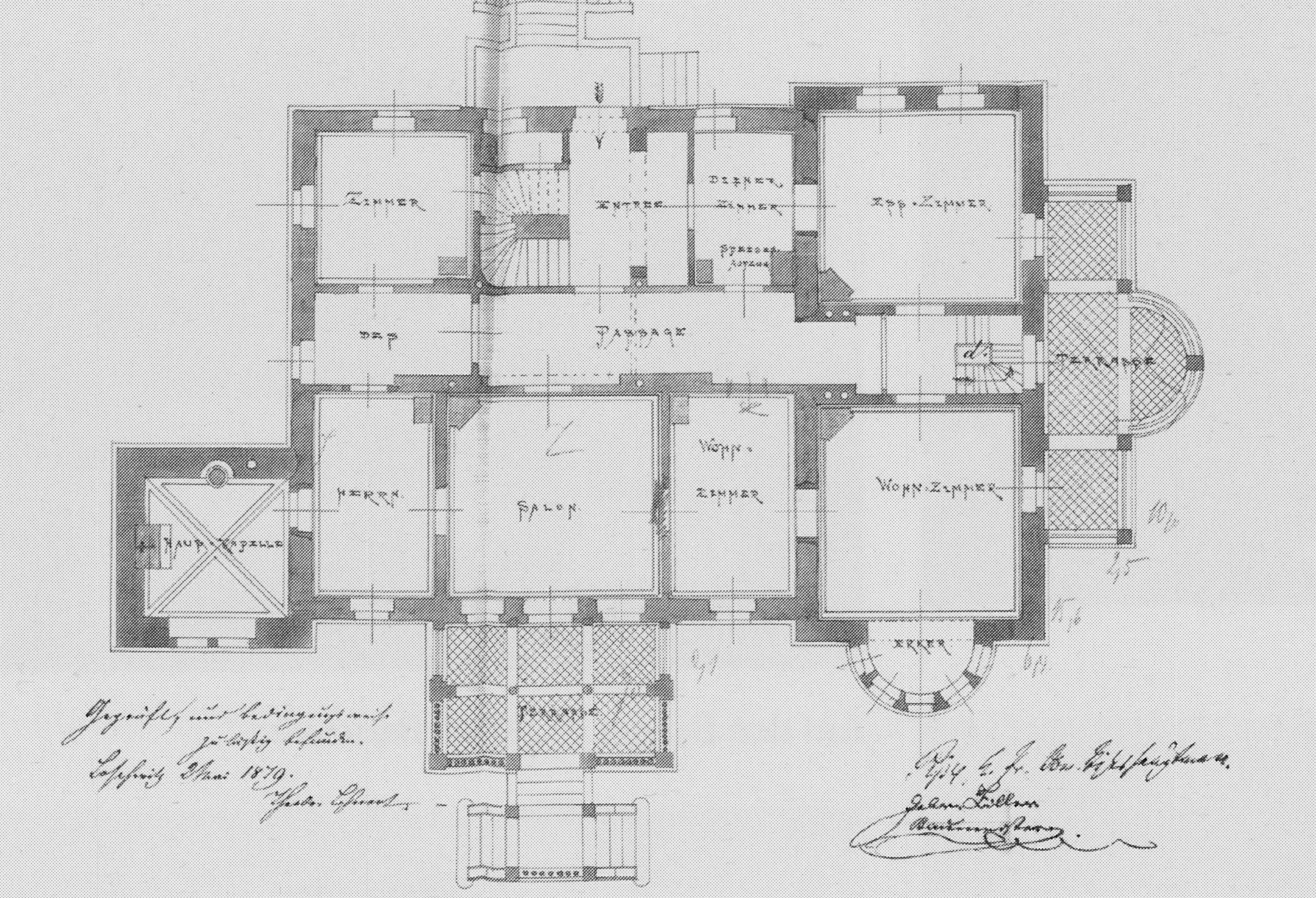
Grundriss der Gebrüder Ziller von 1879 mit Unterschrift von Gustav Ziller

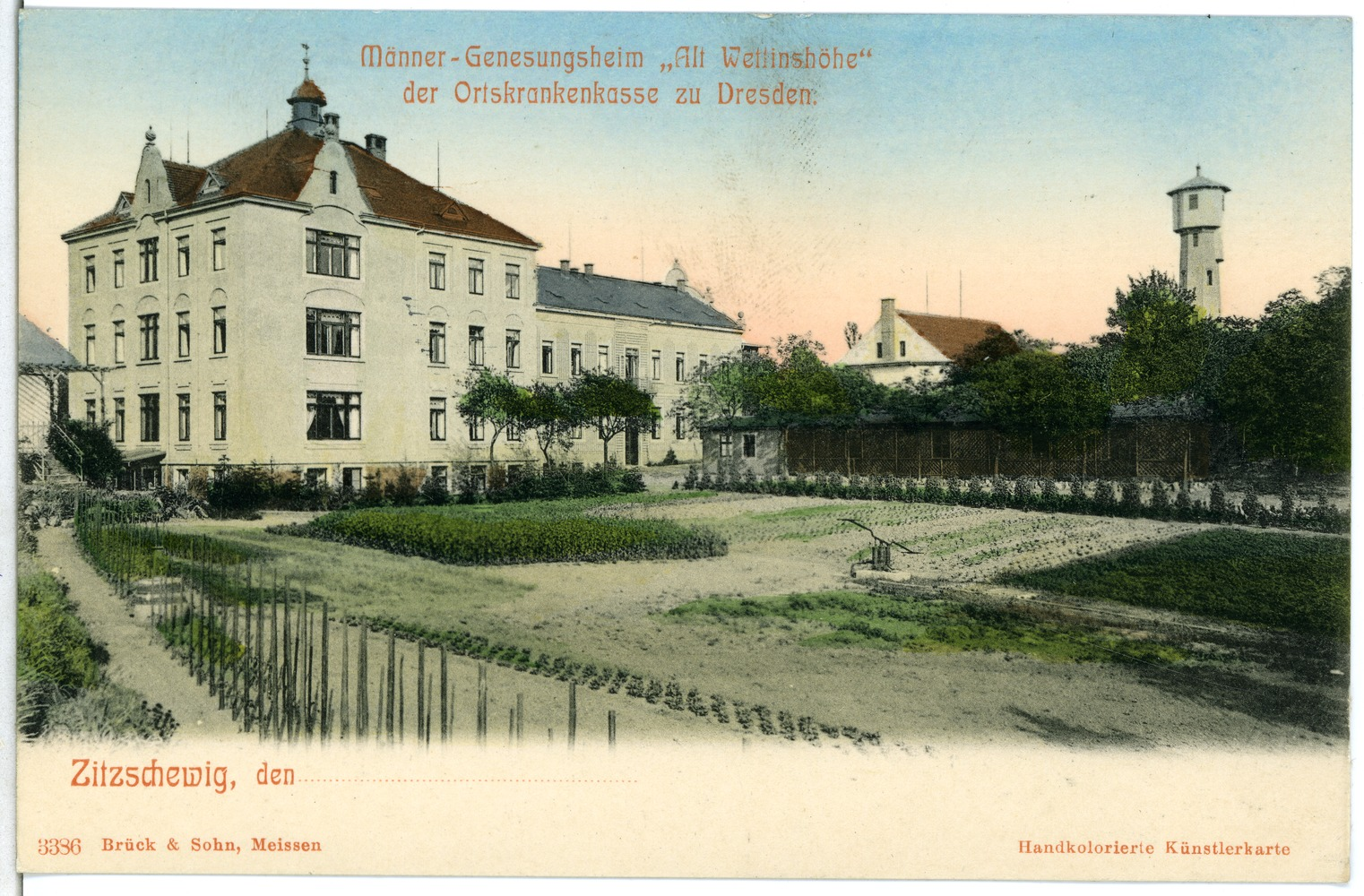
Der Konradsturm 1903, nahe dem Männer-Genesungsheim Alt-Wettinshöhe

Bereits im 15. Jahrhundert war die damals als Landeskrone bezeichnete Bergkuppe auf Zitzschewiger Flur, ebenso wie die in der Nähe gelegenen Hohenhaus und Bischofspresse, im Besitz der Meißner Bischöfe. Seit 1758 ist für die Kuppe der Name Wettins Höhe belegt.
Bis zur Mitte des 19. Jahrhunderts befand sich auf der Wettins Höhe ein Weingut mit Weinberg und Winzerhaus. Dieses gehörte dem Kötzschenbrodaer Pfarrer Johann Samuel Gottlob Flemming (1740–1827) und später seinen Erben, den Söhnen Joh. Christian Gottlob, ein preußischer Justizkommissarius in Ortrand, und dessen Bruder, ein Advokat in Oschatz. Neben dem Wohn- und Winzerhaus und diversen Nebengebäuden wurden 1827 ein Brunnen und eine Weinpresse sowie der Weinberg, eine Holzung, Feld und neukultiviertes Weinland dokumentiert.
Auf einem Teil des Anwesens wurde 1858/1859 von Besitzer Carl Gottlob Wackwitz eine Weinschänke gebaut. Dazu baute er am Wohnhaus einen Tanzsalon an. Zusätzlich errichtete er im Gelände den Conradsturm, von dem heute nur noch Reste erhalten sind.
Der Wirt Carl Heinrich Berger baute 1867 die Schänke zu einem eher quadratischen Restaurationsgebäude aus, dem heutigen Mittelbau der dortigen Villa (Haus Wettinhöhe). Dabei entstand auch die am 21. Juli 1867 feierlich eröffnete, sogenannte Himmelsleiter (die Weinbergstreppe zur Wettinshöhe), die auch als Teil der Barkengasse angesprochen wird. Die Weinschankkonzession wurde um das Recht zur Ausspanne sowie um das Ausgaberecht für Bier und Warmspeisen erweitert.
1875 wurde durch August Große das Gärtnerhaus errichtet, dessen abgeschleppter Wirtschaftsanbau 1881 wohl durch die Gebrüder Ziller angesetzt wurde.
1879/1880 ließ der preußische Oberstiftshauptmann und Geheimrat Alfred Piper (1814–1892) durch die Baumeister Gebrüder Ziller das 1875 erworbene Gebäude zum repräsentativen, von ihm so genannten Schloss Wettinhöhe erweitern, unter anderem entstanden der zweispitzige Turm im Westen und der Querflügel im Osten. Es entstand ebenfalls die talseitige Umfassungsmauer mit Ecktürmchen sowie dem wappengeschmückten Rundbogenportal mit den Initialen AP und der Jahreszahl 1880. Nach anfänglicher Nutzung als Wohnhaus des Reichstagsabgeordneten August Walter brannte das Gebäude um 1890 ab, nach dem Neuaufbau zog 1891 wieder eine Gaststätte in einen Teil der Räume, 1898 ein Familienpensionat, und von 1900 bis 1903 war dort Franz Ludwig Bauers (1857–1913; „Zuckerbauer“) Spezial-Institut für Diabetiker, das anschließend in die Heinrich-Zille-Straße 84 in Niederlößnitz zog.
1908 geriet das Anwesen unter Zwangsverwaltung, 1909 gehörte es dem Hofbaumeister Petzholtz. 1915 im Besitz des Spar- und Vorschußvereins zu Radeberg, übernahm es 1916 die Allgemeine Ortskrankenkasse und machte es zu einem Teil des benachbarten Männergenesungsheims Altwettinshöhe, 1931 (1935) wurde es an die Landesversicherungsanstalt Sachsen abgegeben. Diese benutzte es als Lungenheilstätte, ab 1940 wurde es zum Krankenhaus für Kriegsgefangene. Nach 1945 diente es als Krankenhaus, ab 1960 als Teil der Tuberkuloseheilstätte Lößnitzhöhe, dann als Altenheim und ab 1970 als Ärztehaus.
1997 wurde die Wettinshöhe zusammen mit dem Frauengenesungsheim Altwettinshöhe an einen Kaufmann aus Nordrhein-Westfalen verkauft. Zu diesem Zeitpunkt fanden sich im ganzen Haus aufgrund eines undichten Daches Nässeschäden. Der neue Eigentümer ließ die Villa aufwändig sanieren. So wurden unter anderem der Deckenstuck und die Holztüren mit Messingbeschlägen  nach alten Befunden restauriert. Das Haus beherbergt heute Wohnungen. Auch das Grundstück Altwettinshöhe ist in mehrere Teile aufgeteilt und die weiteren Gebäude werden zum Wohnen genutzt.
2020 verkaufte der Eigentümer das Objekt als „Landsitz Schloss Wettinhöhe“ in einer Auktion für 3,5 Millionen Euro. Dies war das Startgebot, es gab nur einen anonymen Bieter.
Nach der Bergkuppe Wettinshöhe wurde auch die nahebei liegende Straße Alt-Wettinshöhe benannt, die zum ehemaligen Frauengenesungsheim Altwettinshöhe führt.